# شهرستان مومانی
شهرستان مومانی (به انگلیسی: Montmagny Regional County Municipality) یک منطقه شهری در کانادا است که در شودییر-آپالاش واقع شده‌است.

## خصوصیات
شهرستان مومانی ۱٬۷۲۲٫۵۰ کیلومترمربع مساحت و ۲۲٬۸۷۷ نفر جمعیت دارد.